# Hanyu da cidian
Das Hanyu Da Cidian (chinesisch 漢語大詞典 / 汉语大词典, Pinyin Hànyǔ dà cídiǎn – „Großes chinesisches Wörterbuch“) ist das derzeit umfangreichste Wörterbuch der chinesischen Sprache. Lexikographisch ist es vergleichbar dem Oxford English Dictionary für das Englische oder dem Grimmschen Wörterbuch der deutschen Sprache, es versucht den Wortbestand der chinesischen Sprache diachronisch zu erfassen, der Zeitraum der erfassten Texte erstreckt sich daher über dreitausend Jahre, von den Orakelknochen bis zur modernen Umgangssprache. Zusammen mit einem Team von über 300 Wissenschaftlern und Lexikographen begann Herausgeber Luo Zhufeng (羅竹風 / 罗竹风, 1911–1996) diese Kompilation im Jahre 1979. Die Publikation der dreizehn Bände begann 1986 und endete 1993.
Die Lemmata des Hanyu da cidian beginnen mit 23.000 unterschiedlichen Anfangsschriftzeichen, es definiert 370.000 Wörter und zitiert 1.500.000 Textbeispiele. Die Anfangsschriftzeichen werden nach einem neuen, 200 Radikale umfassenden System angeordnet (wie es auch das Hanyu da zidian (漢語大字典 / 汉语大字典,  Hànyǔ dà zìdiǎn – „Große chinesische Schriftzeichenlexikon“) benutzt, und das sich von anderen Systemen, wie dem des einflussreichen Kangxi zidian (康煕字典,  Kāngxī Zìdiǎn), unterscheidet), sie werden in traditionellen chinesischen Schriftzeichen angegeben, während die vereinfachten Schriftzeichen dazu auch angegeben werden. Definitionen und Erklärungen geschehen in vereinfachten Schriftzeichen, außer bei klassischen Zitaten.
Band 13 hat sowohl einen Pinyin-Index als auch einen nach Strichzahl, plus Appendices. Ein separater Indexband (1997) listet 728.000 Einträge für Schriftzeichen nach ihrer Position innerhalb von Wörtern oder Phrasen auf, ähnlich einem rückläufigen Wörterbuch. Zum Beispiel kommt der Eintrag Daodejing 道德經 / 道德经 im Hanyu da cidian unter dem Anfangsschriftzeichen dao 道 vor, dieser rückläufige Index listet ihn sowohl unter de 德 als auch unter jing 經 / 经 auf. “Despite the fact that it weighs over 20 kilos and contains a total of 50 million characters spread over 20,000 large double-column pages,” sagt Wilkinson, “the Hanyu da cidian is an easy dictionary to use to the full because it is unusually well indexed.” Noch leichter zu benutzen – insbesondere für den am gesprochenen Wort orientierten Benutzer – wurde es durch einen streng alphabetisch nach der Pinyin-Schreibung sortierten Index von Victor H. Mair (2004), denn nur hier stehen homophone Wörter auch am selben Ort.
Die abgekürzte CD-ROM Version (2.0) enthält 18013 Anfangsschriftzeichen, 336385 Wörter und Phrasen und 861.956 Zitate. Sie schließt von männlicher und weiblicher Stimme gesprochene Aussprachebeispiele ein und es gibt über 20 verschiedene Suchmethoden nach den Wörtern und ihren Schriftzeichen.